# Vidas paralelas (canción)
«Vidas Paralelas» es una canción de la cantautora mexicana Ximena Sariñana, lanzado el 14 de enero del 2008, como el sencillo debut de su álbum de estudio debut, Mediocre (2008). La canción fue escrita por la misma cantante junto con Baltazar Hinojosa.